# Kelly Trump

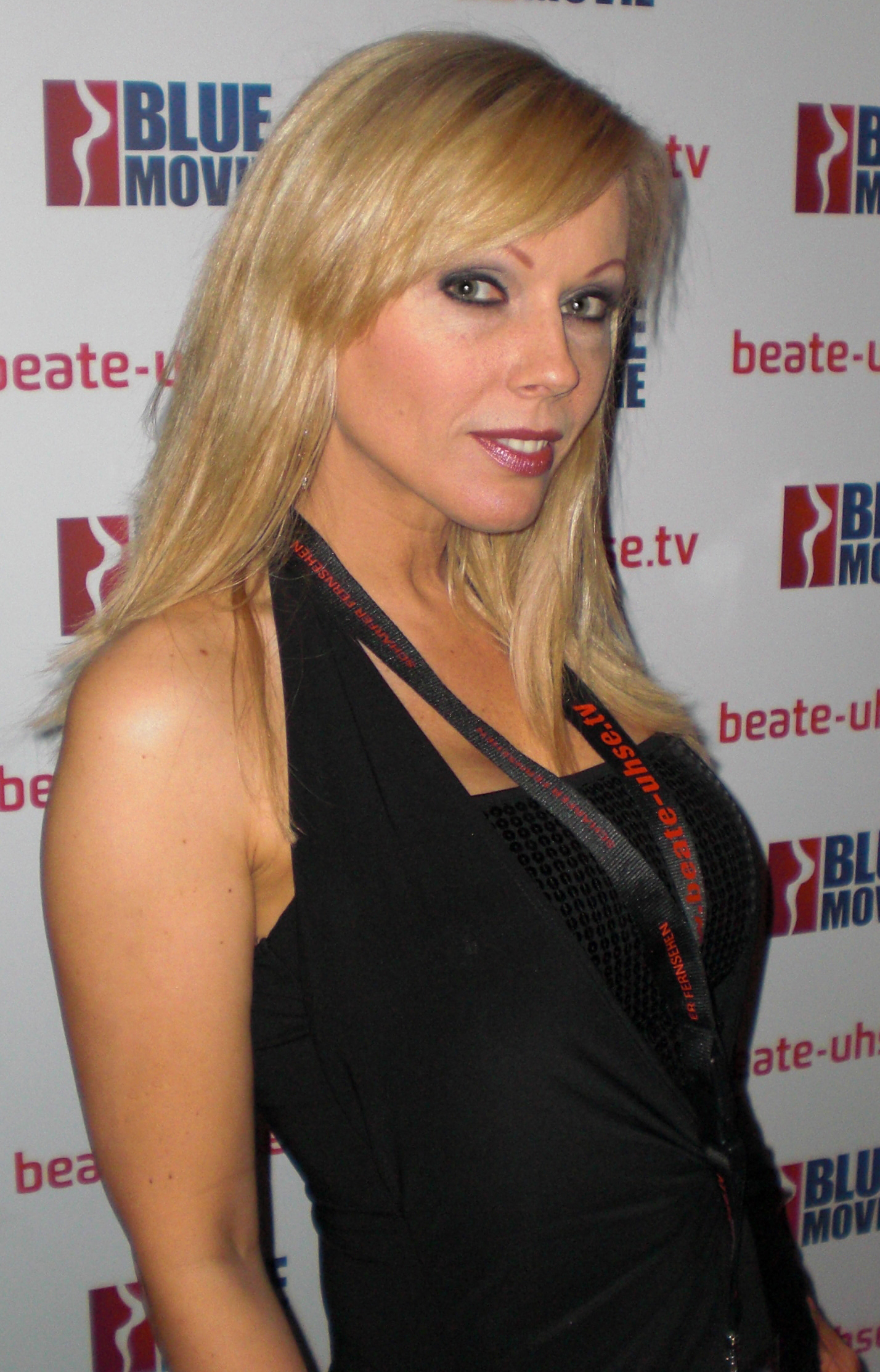
Kelly Trump auf der Venus 2008

Kelly Trump (* 27. August 1970 in Bottrop; gebürtig Nicole Heyka) ist eine deutsche Schauspielerin und ehemalige Pornodarstellerin.

## Leben
Kelly Trump wuchs in Gelsenkirchen auf. Nach ihrer Schulzeit machte sie eine Ausbildung zur Zahnarzthelferin, die sie jedoch abbrach. Aus Geldnot fing sie an zu kellnern und als Go-Go-Girl zu tanzen. 1994 bekam sie das Angebot, in einem Film mitzuwirken. Beim Casting stellte sich heraus, dass es sich um einen Pornofilm handelt. So entschloss sie sich zur Arbeit in der Pornoindustrie. 1996 drehte Trump auch im Ausland einige Filme mit Porno-Regisseuren wie Marc Dorcel (Frankreich), John Leslie (USA) und Joe D’Amato (Italien). Zeitweise moderierte sie das Erotik-Format La Notte auf 9live.
Im Herbst 2001 gab sie bei der Verleihung des Venus Awards in Berlin ihren Ausstieg aus dem Pornogeschäft bekannt und versucht sich seitdem als seriöse Darstellerin mit kleinen Rollen. 2002 spielte sie sich selber im deutschen Kinofilm Wie die Karnickel. 2004 nahm sie an der Reality-TV-Show Die Alm (ProSieben) teil. 2005 erschien ihre gemeinsam mit Werner Schlegel verfasste Autobiografie Porno – Ein Star packt aus als Buch und als Hörbuch, gesprochen von Trump und Schlegel. 
Seit April 2008 schrieb sie in der deutschen FHM die Kolumne Einsichten. Am 26. April 2009 und 11. April 2010 war sie in der VOX-Sendung Das perfekte Promi-Dinner zu sehen.  Im September 2014 trat sie bei VOX in der Styling-Doku Promi Shopping Queen auf.
2013 machte sie sich zudem selbständig und eröffnete Kosmetikstudios in Gelsenkirchen und Essen.
Kelly Trump lebt mit ihrem Ehemann, dem Ex-Scooter-Mitglied Axel Coon, in Gelsenkirchen. Die beiden haben im Oktober 2019 geheiratet.

## Trivia
Der Hamburger Sänger Lotto King Karl widmete ihr das Lied Lang lebe Kelly Trump.

## Auszeichnungen
- 1995:  Internationales Festival der Erotik von Brüssel: Beste Darstellerin
- 1997: Internationales Festival der Erotik von Brüssel: Beste Darstellerin
- 1997: Venus Award – Beste Deutsche Darstellerin
- 1999: Venus Award – Beste Deutsche Darstellerin
- 2001: Venus Award – Beste Deutsche Darstellerin

## Schauspielkarriere
Pornofilme (Auswahl):
- 1994: Concetta Licata 1
- 1995: Amadeus Mozart
- 1996: Messalina (The Virgin Queen)
- 1996: Herz-Lust
- 1996: Le Desir dans la Peau
- 1997: Olympus: Rifugio degli dei (Olympus: Refuge of Gods)
- 1997: Hercules: A Sex Adventure
- 1998: Jeannie
- 1998: Das Mädchen-Internat
- 1999: Kelly fickt Hollywood
- 1999: Supergirl: Titten aus Stahl
- 2000: Meine versaute Zwillingsschwester
- 2002: Kelly in der Sexfalle
- 2005: Der Hausmeister

Filme:
- 2002: Wie die Karnickel
- 2003: Mädchen Nr. 1
- 2004: Agnes und seine Brüder
- 2006: Kinder der Nacht 2
- 2013: Bob der Baggerführer
- 2014: Spiel mir am Glied bis zum Tod

Serien:
- 1997: Ein Fall für zwei (Folge: Alle für Einen)
- 2003: Unter uns
- 2004: Alles Atze (Folge: Baby Alarm)
- 2008: Niedrig und Kuhnt – Kommissare ermitteln (Folge: Ausgeknipst)

Musikvideos:
- 2001: Scooter Ramp! (The Logical Song)

Show-Auftritte:
- 2001: Late Night Fantasy
- 2001: Die Harald Schmidt Show
- 2001: Wa(h)re Liebe
- 2004: Die Alm
- 2005: Freitag Nacht News
- 2005: Riverboat
- 2009 und 2010: Das perfekte Promi-Dinner
- 2011: Fort Boyard
- 2013: Reality Queens auf Safari
- 2014 und 2015: Promi Shopping Queen